# Хатчкрафт, Тео
Те́о Ха́тчкрафт (англ. Theo Hutchcraft; род. 30 августа 1986, Ричмонд, Норт-Йоркшир) — британский музыкант, вокалист группы Hurts.

## Ранняя биография
Тео Хатчкрафт родился 30 августа 1986 в графстве Северный Йоркшир. Когда Тео было 2 года, он с семьёй уехал в Австралию и вырос в Перте. После того как родился его брат Джак, они вернулись в Англию. Тео тогда было 8 лет.
4 или 5 лет он жил в маленьком городке, где было около сотни жителей.
Окончил школу в Ричмонде, колледж Queen Elizabeth Sixth Form College в Дарлингтоне, университет в Солфорде. Хатчкрафт учился на инженера-физика, изучал акустическую инженерию, и если бы он не стал музыкантом, то, по его словам, был бы учёным.
Про своё первое музыкальное воспоминание музыкант рассказывает следующее: «Мой папа разучивал со мной слова к песне „Rapper’s Delight“ рэп-группы The Sugarhill Gang, когда я был очень-очень маленьким. Полную версию. Он усадил меня и заставил меня писать их. Поскольку я левша, я писал в обратном направлении, и он не мог понять, что я написал».
Когда Тео было 11 лет, отец взял его с собой на выступление The Ramones и «Green Day». В детстве у него было пианино и он его ненавидел, предпочитал слушать поп-музыку, рэп. Первым купленным ему альбомом стал The Slim Shady LP рэпера Эминема.
В 2002—2004 годах Тео сочинял песни в жанре альтернативного хип-хопа под именем RooFio. В 2003 году даже продавал записанные CD-диски «RooFio — The World Of RooFio» по цене 3 фунта за штуку. Собирал материал для альбома «RooFeclectic», записывал треки и снимал клипы с другими исполнителями.
У него была карьера преуспевающего диджея: «Я выиграл соревнование в Северном Йоркшире и стал лучшим диджеем, когда мне было только 16 лет. Это было фантастически, потому что соревнование было организовано для людей в возрасте от 18 и старше. Но я принимал участие, потому что был довольно хорош в этом деле! Это была настоящая честь — стать победителем. Я делал очень хорошую электро- и хаус-музыку для того времени. Но мне было скучно, и я начал играть на гитаре и писать песни. Диджеи и клубы это здорово… но это совсем не походит на просмотр концерта добротной музыкальной группы, не так ли?».
Тео учился петь под музыку в ночных клубах.

## Daggers
В 2005 году, когда Тео было 19 лет, он познакомился с Адамом Андерсоном. Вместе они организовали группу Bureau. Но участники группы Dexys Midnight Runners угрожали им очень масштабным судебным процессом, если они не сменят название. Очевидно, что некоторые из них после Dexy’s сформировали группу под названием The Bureau. Поэтому в 2006 году коллектив вынужденно сменил название на Daggers. В группу вошло 5 человек, но долгое время музыку писали только Тео с Адамом.
Они играли альтернативную музыку — электроника, рок, диско-хаус, новая волна, синти-поп. Выпустили два сингла: в 2006 году «After Midnight», который стал «синглом недели» на радиостанции Xfm, и в 2007 году «Money / Magazine», который несмотря на то, что не попал в чарт, был номинирован Popjustice на Twenty Quid Music Prize.
В сентябре 2008 года Хатчкрафт и Андерсон привезли свою группу в Лондон, чтобы сыграть на рекламном смотре наряду с сестрой Бейонсе, Соланж Ноулз.
В 2008 году их заметил известный продюсер Richard «Biff» Stannard и Richard X. Daggers написали о своём распаде на своей странице Myspace 30 января 2009 года.

## Hurts
После роспуска группы Daggers Хатчкрафт и Андерсон решили создать дуэт под названием Hurts. В 2009 году их узнал весь мир. Свой первый клип «Wonderful Life» они сняли сами всего за 20 фунтов.
Дуэт оказался на четвёртом месте в списке BBC’s Sound 2010 года, который выявляет наиболее перспективные коллективы и исполнителей на следующие 12 месяцев.
Музыканты выпустили пять студийных альбомов:
- Happiness (2010)
- Exile (2013)
- Surrender (2015)
- Desire (2017)
- Faith (2020)

## Интересные факты
- Любимая футбольная команда Тео — Мидлсбро.[24] Тео может судить футбольные матчи, хотя никогда этого не делал. У него есть лицензия рефери.[25]
- Музыкальные предпочтения Тео: The Drums,[26] Клэр Магуайр,[11] Depeche Mode,[27] Лана Дель Рей.[28]
- У Тео серьга в левом ухе, и когда его спросили почему, он рассказал: «Когда я был младше, то участвовал в одной секте, которая делала ужасные вещи, и все носили сережку в левом ухе. Другая история: я получил её на свой 21-й День рождения. Какой истории вы хотите верить?»[29]
- Тео купил себе золотую цепочку, когда подписал контракт со звукозаписывающей компанией, на тот случай, что если вдруг все пойдет коту под хвост, то он смог бы сдать её обратно в магазин и получить назад свои деньги.[30]
- Тео написал слова песни «Evelyn», когда лежал в больнице, ему стеклом порезали лицо. «Я не люблю больницы, поэтому очень испугался, когда попал туда. Мне колола 4 раза в день морфин медсестра Эвелин, к тому же я был в открытой палате. Такая милая девушка была, что мне сразу пришла на ум рифмовка её имени со словом „лекарство“ (medicine). Вот так родилась идея этой песни. Это старая тёмная история».[31]
- С левой стороны на груди у Тео есть татуировка на русском языке «Счастье», позже слева сбоку появилась синяя птица, а справа сбоку — сосуд Гигеи и символ Rx.[32] Татуировку «Счастье» можно увидеть в видео «Россия» на бонусном DVD диске делюкс-издания альбома Hurts Exile, в видеоклипах Hurts на песни «Somebody to Die For» и «Blind», в последнем из перечисленных видео также видно синюю птицу.
- Снялся в клипе Calvin Harris «Thinking About You ft. Ayah Marar» в компании с моделью из Молдовы Ксенией Дели[33].
- Снялся с Хеленой Бонэм Картер в клипе Брайана Адамса на песню «Brand New Day».[34]
- В 2017 году Тео снялся в клипе британской певицы Charli XCX на композицию «Boys», в котором также приняли участие более 50 известных мужчин.
- Голливудский агент подписал с Тео контракт.[35]
- Музыкант считает, что любовь с первого взгляда существует.
- Больше всего Тео любит попкорн, а также любит пить чай с молоком.
- Тео ненавидит шорты.
- В гардеробе Тео есть рубашки всех цветов, кроме жёлтого.
- На съёмках клипа «Blind» Тео упал с лестницы и ему наложили шов над глазом, это не грим.
- Тео сочинял песни в жанре альтернативного хип-хопа под именем RooFio.
- 15 июля 2015 года, по результатам конкурса Открытый Космос, рисунок с Тео был отправлен на Международную космическую станцию.[36]

## Личная жизнь
Личная жизнь фронтмена группы Hurts довольно насыщена. В течение 2010—2012 годов Тео был под пристальным вниманием журналистов, которые делали из музыканта настоящего сердцееда. Сначала он по слухам встречался с Мариной Диамандис, более известной под псевдонимом Marina and the Diamonds, позже ему приписывали роман с телеведущей по имени Алекса Чанг, которая на тот момент состояла в отношениях с Алексом Тернером, а также с моделью Шермин Шахривар. Однако, ни один из этих романов ни сам музыкант, ни его предполагаемые девушки не подтверждали.
В апреле 2012 года появилась информация о том, что новой спутницей Тео стала бывшая жена Мэрилина Мэнсона Дита фон Тиз. Дита старше Тео на 14 лет, что, как можно заметить, ничуть не смущает музыканта. Пару познакомила Келли Осборн на фестивале Коачелла.
В сентябре 2012 года они прекратили общение.

## Дискография
О творчестве Хатчкрафта в Daggers и Bureau см. Дискография Daggers.
О творчестве Хатчкрафта в Hurts см. Дискография Hurts.

## Иные появления
| Год  | Релиз                      | Автор                      | Роль                         |
| ---- | -------------------------- | -------------------------- | ---------------------------- |
| 2007 | «Искупление»               | Джо Райт                   | помощник костюмера, массовка |
| 2013 | «Thinking About You»       | Кельвин Харрис с Аей Марар | актёр                        |
| 2014 | «Under Control»            | Кельвин Харрис и Alesso    |                              |
| 2015 | «Brand New Day»            | Брайан Адамс               | актёр                        |
| 2018 | «Кое-что на день рождения» | Сьюзен Уолтер              | актёр                        |